# Chondrostoma phoxinus
Chondrostoma phoxinus är en fiskart som beskrevs av Heckel, 1843. Chondrostoma phoxinus ingår i släktet Chondrostoma och familjen karpfiskar. IUCN kategoriserar arten globalt som starkt hotad. Inga underarter finns listade i Catalogue of Life.